# Az Apostoli Szentszék budapesti nunciatúrája
A Magyarországi Apostoli Nunciatúra vagy a Szentszék Magyarországi Nagykövetsége a katolikus egyház egyik magyarországi egyházi hivatala. A Szentszék diplomáciai képviselete élén a nagyköveti rangú nuncius áll. A nunciatúra épülete Budapesten, a Gyimes utca 1-3. alatt található. 

## A Szentszék Magyarországra akkreditált képviselői
Apostoli nunciusok

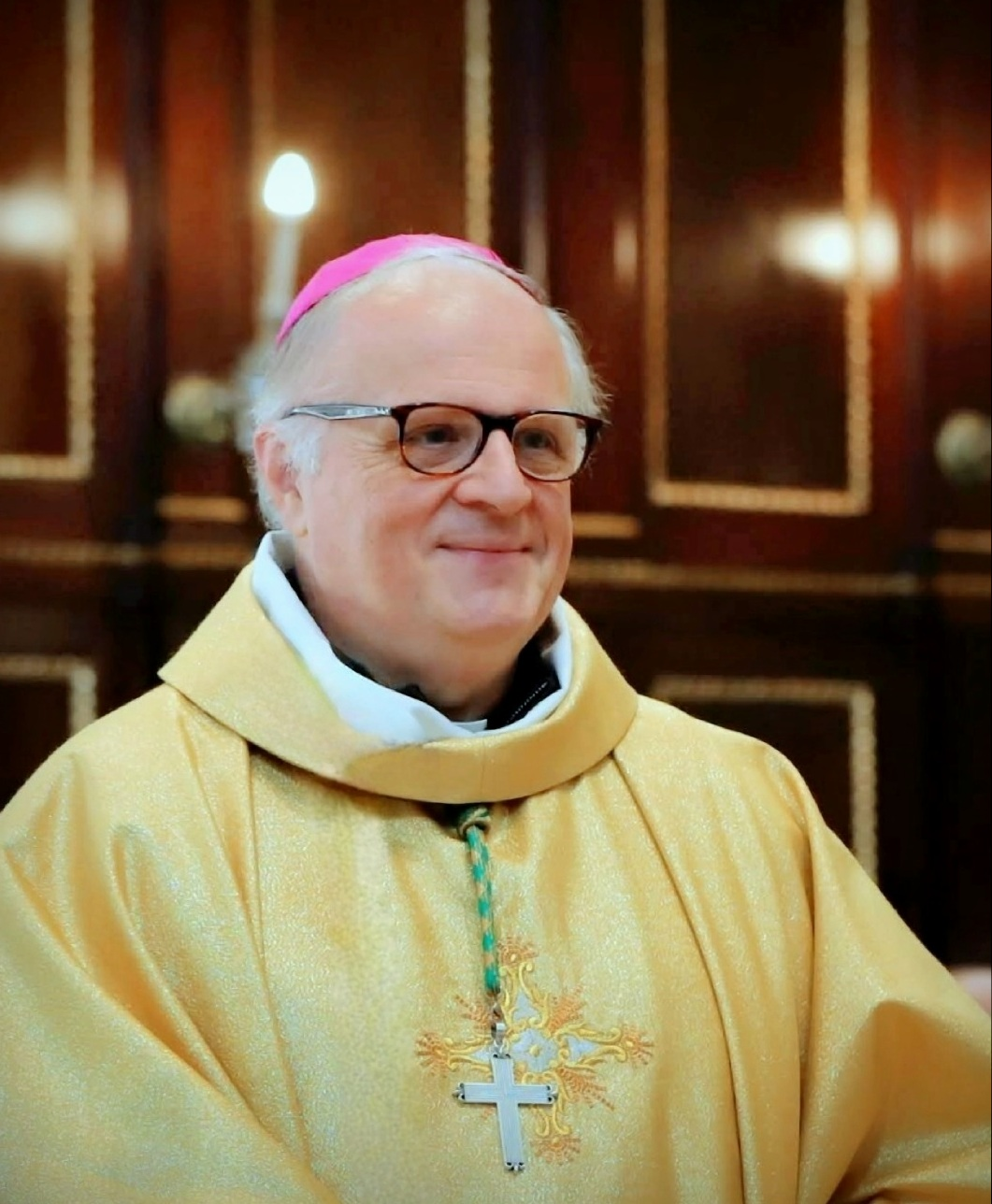
Michael Wallace Banach püspök, jelenlegi nuncius

- Lorenzo Schioppa (1920. augusztus 10. – 1925. május 3.)
- Cesare Orsenigo (1925. június 2. – 1930. február 14.)
- Angelo Rotta (1930. március 20. [2] – 1945. április 6.)
- Angelo Acerbi (1990. március 28. – 1997. február 8.)
- Karl-Josef Rauber (1997. április 25. – 2003. február 22.) [3]
- Juliusz Janusz (2003. április 9. [4] – 2011. február 10.) [5]
- Alberto Bottari de Castello (2011. június 6. [6] – 2017. december)
- Michael August Blume (2018. július 4. [7] – 2021. december 31.) [8]
- Michael Wallace Banach (2022. május 3. – hivatalban)

## Lásd még
- Apostoli nunciatúrák listája